# Кати Хурадо
Кати Хурадо (на испански: Katy Jurado) е мексиканска актриса, работила през голяма част от кариерата си в Съединените щати.

## Биография
Родена е на 16 януари 1924 година в Гуадалахара в заможно семейство на адвокат и певица, а неин кръстник е известният актьор Педро Армендарис. Започва да се снима в киното в началото на 40-те години, постигайки известност с няколко роли на фатални жени, а през 1951 година заминава за Холивуд. Там тя участва в популярни филми, като „Точно по пладне“ („High Noon“, 1952), „Еднооките валета“ („One-Eyed Jacks“, 1961), „Варава“ („Barabbas“, 1961), „Пат Гарет и Били Хлапето“ („Pat Garrett & Billy the Kid“, 1973). Тя е първата латиноамериканка, спечелила „Златен глобус“ (за поддържаща роля в „Точно по пладне“), и първата, номинирана за „Оскар“ (за поддържаща роля в „Broken Lance“, 1954).
Кати Хурадо умира от бъбречна недостатъчност и белодробно заболяване на 5 юли 2002 година в Куернавака.

## Избрана филмография
| Година | Филм                     | Оригинално заглавие         | Роля            | Режисьор                     |
| ------ | ------------------------ | --------------------------- | --------------- | ---------------------------- |
| 1952   | Точно по пладне          | High Noon                   | Хелен Рамирес   | Фред Зинеман                 |
| 1953   | Глупакът                 | El Bruto                    | Палома          | Луис Бунюел                  |
| 1954   | Счупено копие            | Broken Lance                | Сеньора Девъроу | Едуард Дмитрик               |
| 1961   | Еднооките валета         | One-Eyed Jacks              | Мария Лонгворт  | Стенли Кубрик, Марлон Брандо |
| 1961   | Варава                   | Barabbas                    | Сара            | Ричард Флейшър               |
| 1973   | Пат Гарет и Били Хлапето | Pat Garrett & Billy the Kid | Мисис Бейкър    | Сам Пекинпа                  |